# Ungordas
Ungordas (ukránul: Вовкове) falu Ukrajnában, Kárpátalján, az Ungvári járásban. Közigazgatásilag Szerednye községhez tartozik.

## Fekvése
Ungvártól délkeletre, Szerednyétől délnyugatra fekszik. 

## Története
Ungordas első írásos említése 1421-ből való „Walkaya” néven. A Császlóci, 1453-tól a Kállai (Kállay), majd a Dobó család (1538-1552) birtoka volt. 
A 18. század végén Vályi András így ír róla: „VALKAJA. Orosz falu Ungvár Várm. földes Ura Gilányi Uraság, lakosai leginkább ó hitüek, fekszik Bereg Várm. szélénél; határja középszerű, vagyonnyai meglehetősek.”
Fényes Elek 1851-ben kiadott geográfiai szótárában így ír a faluról: „Valkaja, Ungh vmegyében, orosz falu, ut. post. Szerednyéhez nyugotra 1/3 mfdnyire: 2 romai, 400 gör. kath., 7 zsidó lak. F. u. többen.”
A trianoni béke előtt Ung vármegye Szerednyei járásához tartozott. Az első világháborút követően a községet a mesterségesen létrehozott Csehszlovákiához csatolták, majd 1938-tól ismét Magyarországhoz tartozott 1944 őszéig, amikor a szovjet csapatok megszállták. 
Ennek következtében 1945-ben az Ukrán Szovjet Szocialista Köztársaság, s ezzel együtt a Szovjetunió részévé vált. 1991 óta a független Ukrajna része.

## Külső hivatkozások
- SzSzKSz topográfiai térképe
- Ung vármegye domborzati térképe és leírása
- Ung vármegye közigazgatási térképe
- Magyarország helységnévtárai, 1873–1913